# Яхалон (муниципалитет)
Яхало́н (исп. Yajalón) — муниципалитет в Мексике, штат Чьяпас, с административным центром в одноимённом городе. Численность населения, по данным переписи 2020 года, составила 40 285 человек.

## Общие сведения
Название Yajalón с языка цельталь можно перевести как — зелёная земля.
Площадь муниципалитета равна 209,3 км², что составляет 0,3 % от площади штата, а наиболее высоко расположенное поселение Ла-Вентана, находится на высоте 1826 метров.
Он граничит с другими муниципалитетами Чьяпаса: на севере с Тилой и Тумбалой, на юго-востоке с Чилоном, на юге с Пантело, и на западе с Симоховелем.

## Учреждение и состав
Муниципалитет был образован 3 декабря 1963 года, по данным 2020 года в его состав входит 223 населённых пункта, самые крупные из которых:
| Код INEGI                  | Населённый пункт                                                               | Численность населения (2005 год) | Численность населения (2010 год) | Численность населения (2020 год) |
| -------------------------- | ------------------------------------------------------------------------------ | -------------------------------- | -------------------------------- | -------------------------------- |
| 109                        | Всего                                                                          | 31457                            | 34028                            | 40285                            |
| 0001                       | Яхалон (исп. Yajalón) 17°10′26″ с. ш. 92°20′02″ з. д. (административный центр) | 16301                            | 16622                            | 18926                            |
| 0004                       | Амадо-Нерво (исп. Amado Nervo) 17°13′48″ с. ш. 92°14′42″ з. д.                 | 1177                             | 1362                             | 1578                             |
| 0030                       | Ласаро-Карденас (исп. Lázaro Cárdenas) 17°11′52″ с. ш. 92°22′54″ з. д.         | 955                              | 1151                             | 1414                             |
| 0073                       | Ла-Вентана (исп. La Ventana) 17°09′17″ с. ш. 92°22′26″ з. д.                   | 335                              | 341                              | 433                              |
| 0022                       | Эмилиано-Сапата (исп. Emiliano Zapata) 17°08′45″ с. ш. 92°25′07″ з. д.         | 370                              | 555                              | 413                              |
| 0233                       | Эль-Рекрео (исп. El Recreo) 17°08′42″ с. ш. 92°23′07″ з. д.                    | 464                              | 527                              | 398                              |
| 0110                       | Ла-Лагуна (исп. La Laguna) 17°09′20″ с. ш. 92°18′53″ з. д.                     | 383                              | 303                              | 383                              |
| —                          | Прочие                                                                         | 11472                            | 13167                            | 16740                            |
| Названия на карте Генштаба |                                                                                |                                  |                                  |                                  |

## Экономическая деятельность
По статистическим данным 2000 года, работоспособное население занято по секторам экономики в следующих пропорциях:
- сельское хозяйство, скотоводство и рыбная ловля — 47,4 %;
- промышленность и строительство — 12,4 %;
- торговля, сферы услуг и туризма — 37,9 %;
- безработные — 2,3 %.

## Инфраструктура
По статистическим данным 2020 года, инфраструктура развита следующим образом:
- электрификация: 97,4 %;
- водоснабжение: 54,5 %;
- водоотведение: 91,1 %.

## Туризм
По данным 2000 года для нужд туристов в муниципалитете работало 4 отеля с 76 номерами. Основными достопримечательностями являются местные пейзажи, с перепадами высот от 700 до 2000 метров.